# امین پورعلی
امین پورعلی رودبنه (زادهٔ ۲۳ فروردین ۱۳۶۷ در لاهیجان) بازیکن فوتبال اهل ایران است که در پست هافبک دفاعی بازی می‌کند.

## دوران باشگاهی

### گل‌گهر سیرجان
وی اولین بازی خود در لیگ برتر خلیج فارس را در هفته اول لیگ برتر فوتبال ایران ۹۹–۱۳۹۸، مقابل باشگاه فوتبال نساجی مازندران انجام داد.

## افتخارات
گل‌گهر سیرجان
- لیگ آزادگان (دسته یک): ۹۸–۱۳۹۷ (قهرمان و صعود به لیگ برتر خلیج فارس.)